# Лента
Лента (итал. Lenta) је насеље у Италији у округу Верчели, региону Пијемонт.
Према процени из 2011. у насељу је живело 816 становника. Насеље се налази на надморској висини од 224 м.

## Становништво
Према резултатима пописа становништва 2011. у општини је живело 878 становника.
| 1936. | 1951. | 1961. | 1971. | 1981. | 1991. | 2001. | 2011. |
| ----- | ----- | ----- | ----- | ----- | ----- | ----- | ----- |
| 1.072 | 1.147 | 1.131 | 1.041 | 876   | 890   | 931   | 878   |